# Хольцвир
Хольцви́р (фр. Holtzwihr) — упразднённая коммуна на северо-востоке Франции в регионе Эльзас — Шампань — Арденны — Лотарингия, департамент Верхний Рейн, округ Кольмар — Рибовилле, кантон Кольмар-2. До марта 2015 года коммуна административно входила в состав упразднённого кантона Андольсайм (округ Кольмар). Упразднена и с 1 января 2016 года объединена с коммуной Ридвир в новую коммуну Порт-дю-Рид на основании Административного акта № 56 от 22 декабря 2015 года.
Площадь коммуны — 6,45 км², население — 1300 человек (2006) с тенденцией к росту: 1358 человек (2012), плотность населения — 210,5 чел/км².

## История
Первоначально коммуна Хольцвир была основана франками.
В 735 году она первые упоминается под ранне-германским названием Lilenselida как поместье, подаренное графу d’Eberhard из аббатства Murbach.
В 760 году оно называлось Heloldowilare, что по-немецки означает «ферма Helold».
Начиная с 12 века коммуна является частью Landgraviat de Haute-Alsace под властью Габсбургов, которые облагали жителей пошлиной как своих вассалов. Затем, в 1597 году, поселение вернулось к барону Montjoie. В средние века плодородные земли вокруг деревни находились в ведении различных религиозных орденов, монастырей и аббатств таких как d’Unterlinden и Святой Екатерины.
После 30-летней войны в 1634 году руководство Хольцвиром было передано сельской администрации округа Кольмар. Благодаря интенсивной иммиграции швейцарцев удалось восстановить численность населения и были предприняты попытки восстановить поселение. Впоследствии Хольцвиром стало управлять семейство Klingin из Страсбурга.
Из-за немецкого сопротивления в округе Кольмар в январе 1945 года Хольцвир был сильно разрушен. Освобождён от оккупации американскими и французскими войсками после тяжёлых боев 27 января 1945 года.
Коммуна награждена памятным крестом войны 1939—1945 годов (Решение № 81 от 11 ноября 1948 г.).

## Население
Численность населения коммуны в 2011 году составляла 1353 человека, а в 2012 году — 1358 человек.
| 1962 | 1968 | 1975 | 1982 | 1990 | 1999 | 2005 | 2006 | 2010 | 2011 | 2012 |
| ---- | ---- | ---- | ---- | ---- | ---- | ---- | ---- | ---- | ---- | ---- |
| 482  | 527  | 631  | 728  | 831  | 1064 | 1270 | 1300 | 1353 | 1353 | 1358 |

Динамика населения:

## Администрация
| Перечень мэров города         | Перечень мэров города | Перечень мэров города | Перечень мэров города |
| Период                        | Период                | Персона               | Партия                |
| ----------------------------- | --------------------- | --------------------- | --------------------- |
| март 2001 г.                  | 2014 г.               | M. Bernard Gerber     | Первый глава города   |
| Полные данные пока неизвестны |                       |                       |                       |

## Экономика
В 2010 году из 892 человек трудоспособного возраста (от 15 до 64 лет) 696 были экономически активными, 196 — неактивными (показатель активности 78,0 %, в 1999 году — 79,2 %). Из 696 активных трудоспособных жителей работали 659 человек (342 мужчины и 317 женщин), 37 числились безработными (22 мужчины и 15 женщин). Среди 196 трудоспособных неактивных граждан 83 были учениками либо студентами, 79 — пенсионерами, а ещё 34 — были неактивны в силу других причин.
На протяжении 2011 года в коммуне числилось 509 облагаемых налогом домохозяйств, в которых проживало 1338 человек. При этом медиана доходов составила 24540 евро на одного налогоплательщика.

## Достопримечательности

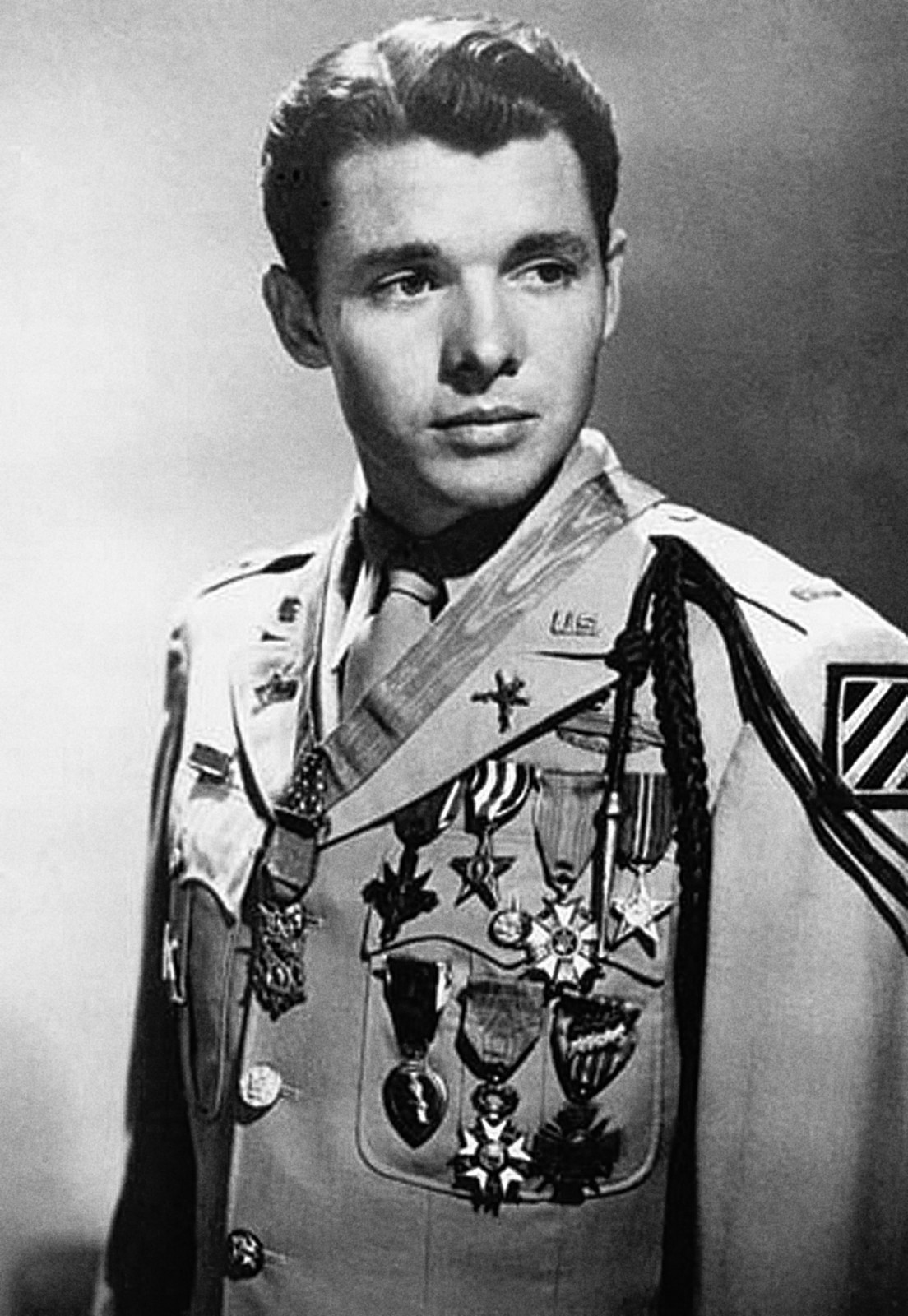
Оди Мёрфи

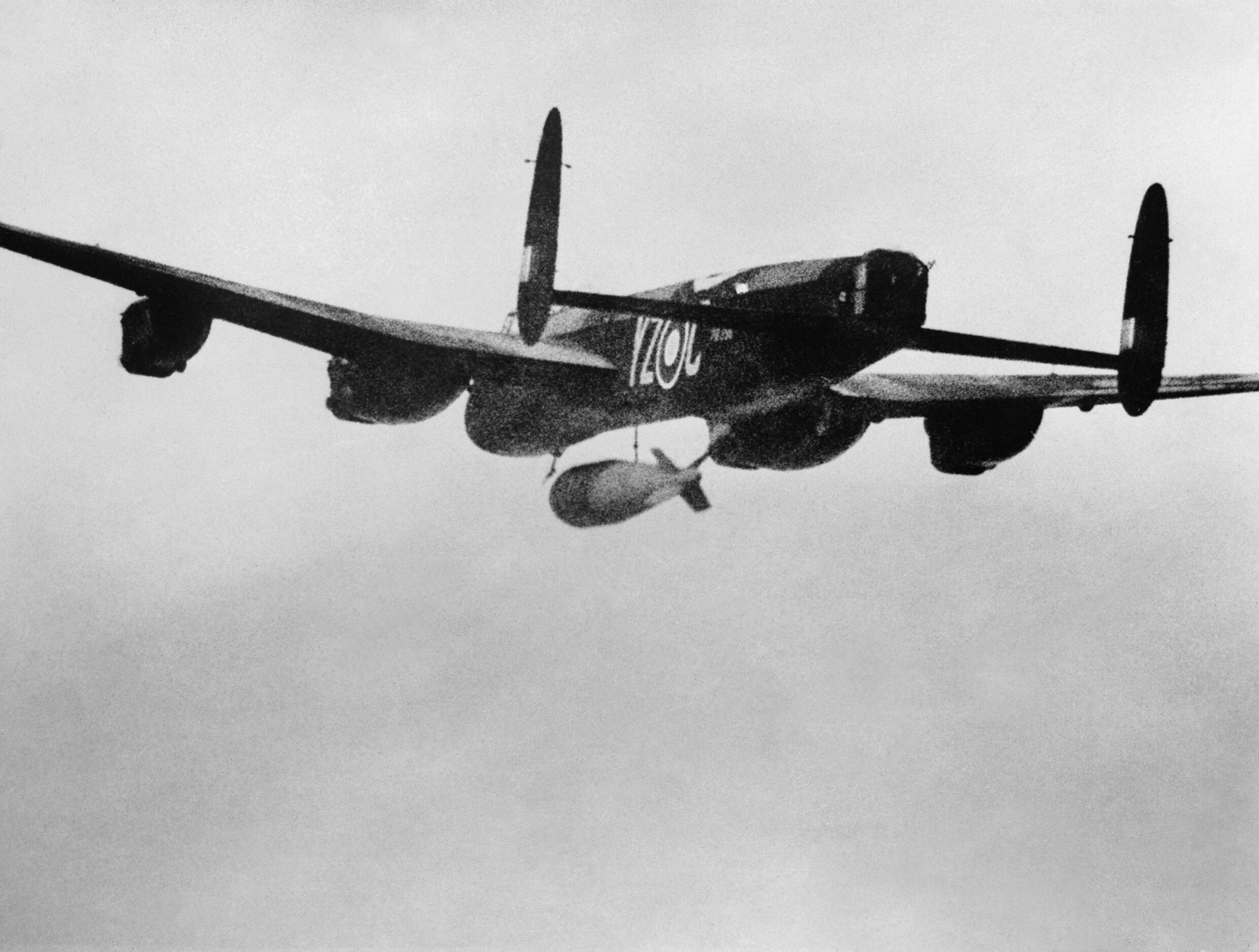
Самолёт Lancaster Type B I

Памятник американскому актёру Оди Мёрфи, проявившему героизм в сражении за город.
Ещё один памятник посвящён перелёту английского экипажа из Ланкастера (РВ 765), потерпевшему авиакатастрофу и упавшему на деревья в ночь с 4 на 5 декабря 1944 года. Два члена экипажа погибли, а третий пропал без вести. Трое из оставшихся в живых вернулись на место в 1989 году благодаря исследованиям Patrick Baumann и Joseph Barthelme.